# Havez česnáčková

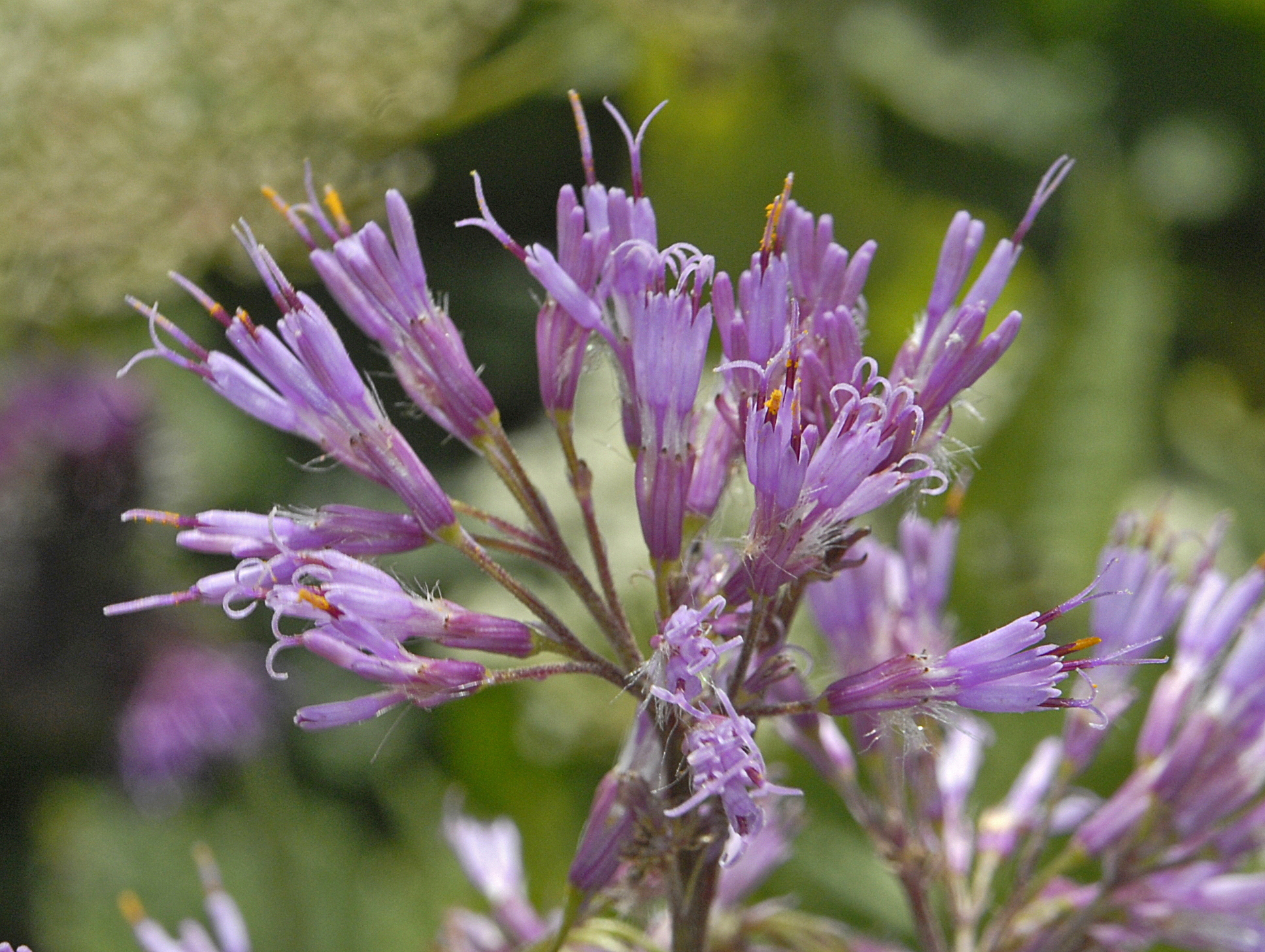
Rozkvetlé úbory

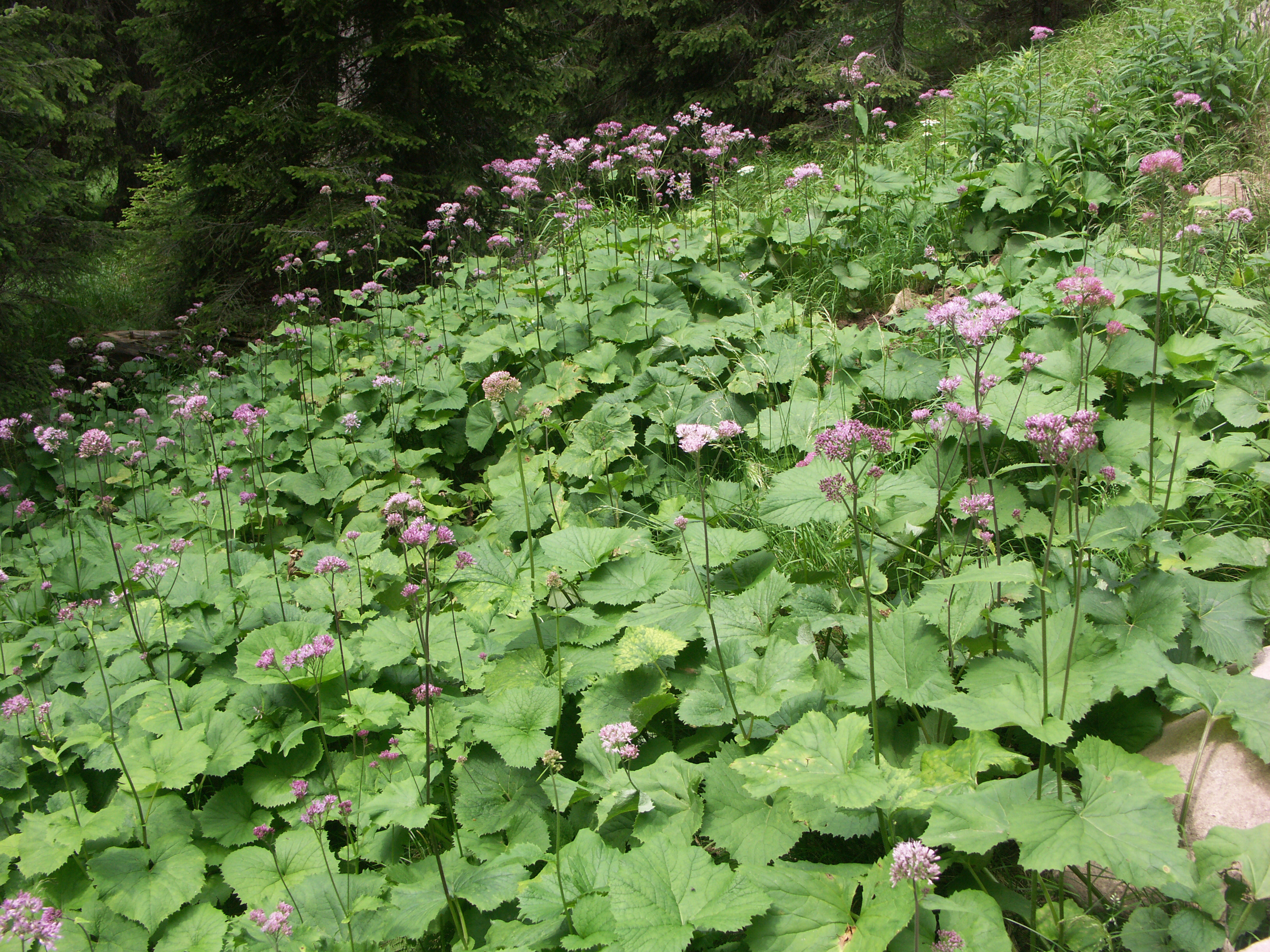
Porost havez česnáčkové

Havez česnáčková (Adenostyles alliariae) je vytrvalá, vysokohorská bylina, jediný druh nevelkého rodu havez rostoucí v české krajině, kde je původním druhem.

## Rozšíření
Je rostlinou s evropským výskytem, která se ale vyhýbá severským oblastem. Roste hlavně ve vyšších pohořích střední a jihovýchodní Evropy, převážně v Alpách, Sudetských pohořích, Karpatech, horách Balkánu a na Kavkazu.
Územím České republiky probíhá severní hranice jejího rozšíření, vyskytuje se hlavně v supramontánním stupni a v nižších polohách subalpínského stupně v Krkonoších, na Králickém Sněžníku, v Hrubém Jeseníku a Moravskoslezských Beskydách. Nejvýše položené místo růstu je v nadmořské výšce 1400 m na Petrovych kamenech v Hrubém Jeseníku.

## Ekologie
Havez česnáčková obvykle vyrůstá na slunných nebo polostinných vlhkých stanovištích, která mohou být lesní prameniště, břehy horských potoků, vlhké louky, travnaté porosty světlin a roklin v horských lesích, většinou místa s pravidelnou vysokou vzdušnou vlhkostí. Bylina potřebuje půdu trvale vlhkou, na živiny bohatou, neutrální nebo slabě kyselou, humózní, hlinitou až mírně štěrkovitou. Je hemikryptofyt rozšiřující se po trvalém stanovišti tlustým oddenkem. Nejčastěji vykvétá, v závislosti na stanovišti, v červnu až srpnu. Její ploidie je 2n = 38.

## Popis
Vytrvalá bylina s lodyhou vysokou asi 50 cm, při kvetení až 150 cm, vyrůstající z hrubého, válcovitého oddenku s četnými kořeny. Lodyha je u spodu tlustá, celá podélně rýhovaná a porostlá jemnými chloupky. Přízemní listy s řapíkem velkým 15 až 25 cm mají trojúhelníkovitě srdčité čepele dlouhé až 30 cm, široké až 40 cm, po okrajích laločnatě zubaté a na rubu porostlé bělavými chlupy. Listy ve spodní části lodyhy jsou krátce řapíkaté, v horní části přisedlé a ouškatě objímavé a trojboce srdčité čepele dlouhé téměř 15 cm a široké 20 cm.
Drobné, pouze tři až pětikvěté úbory vytvářejí bohaté, chocholičnatě latnaté květenství tvořeno až 100 úbory asi 1 cm dlouhými. Lysé lůžko úboru obsahuje oboupohlavné, vespod srostlé a na vrcholu pěticípé trubkovité květy s červenofialovou, vzácně špinavě bílou korunou. Srostlé tyčinky ční z koruny, stejně jako dvoulaločná blizna. Zákrov je úzce válcovitý, jednořadý, jeho listeny jsou nafialovělé a zašpičatělé. Nažky jsou vejčité, asi 3 mm dlouhé, lysé, až s 10 podélnými žebry a s víceřadým bílým chmýrem. Hnědé nažky jsou do okolí šířeny větrem. Starší rostliny lze rozmnožit rozdělením trsu počátkem jara.

## Ohrožení
Havez česnáčková je sice v českých horách poměrně častou rostlinou, v zájmu jejího zachování i pro budoucnost je však "Červeném seznamu cévnatých rostlin České republiky" zařazena do kategorie mezi vzácnější druhy vyžadující další pozornost (C4a).